# FC Barcelone (rugby à XIII)
Pour les articles homonymes, voir FC Barcelone.
Maillots
La section rugby à XIII était l'une des sections du club omnisports du Futbol Club Barcelona. Elle pratiquait le rugby à XIII sur le terrain du Ciutat Esportiva Municipal Vall d'Hebrón-Teixonera.

## Historique
La section de rugby à XIII du FC Barcelone fut créé officiellement en 2008. L'idée fut d'abord émise par Maurice Lindsay, à l'époque du démarrage de la Superleague en 1996, mais elle mit plusieurs années à être concrétisée. 
L'existence de la section ne dura que deux années, en même temps que celle d'une sélection catalane qui disputa quelques matchs internationaux.  
Au cours de cette période, le club gagne la Coupe catalane en 2008 en battant les Aligots de Gérone et l'équipe « Nord-Català » . La section dispute ensuite le championnat nouvellement créé, championnat qu'elle ne parvint jamais à remporter, le titre étant systématiquement remporté par ses rivaux du Barcelona Universitari Club ( BUC). 

## Palmarès
- Vainqueur de la Coupe catalane (1) : 2008

## Personnalités et joueurs emblématiques
Le premier entraineur de la section est Jordy « Puchy » Puigvert, qui avait également des responsabilités dans la section rugby à XV du club .
Une autre figure emblématique du club est le joueur Peter Hall qui découvrit le club d'une façon assez originale : alors qu'il cherchait l'adresse du club sur internet pour le premier entrainement , celui-ci se trompe d'adresse et  arrive au terrain d'entrainement de la section à XV, à Tranipong, alors que la section à XIII s'entrainait sur un terrain à Saint-Joan-Despi.  Malgré la méprise, les joueurs quinzistes le laissent s'entrainer avec eux.